# Fausse porte

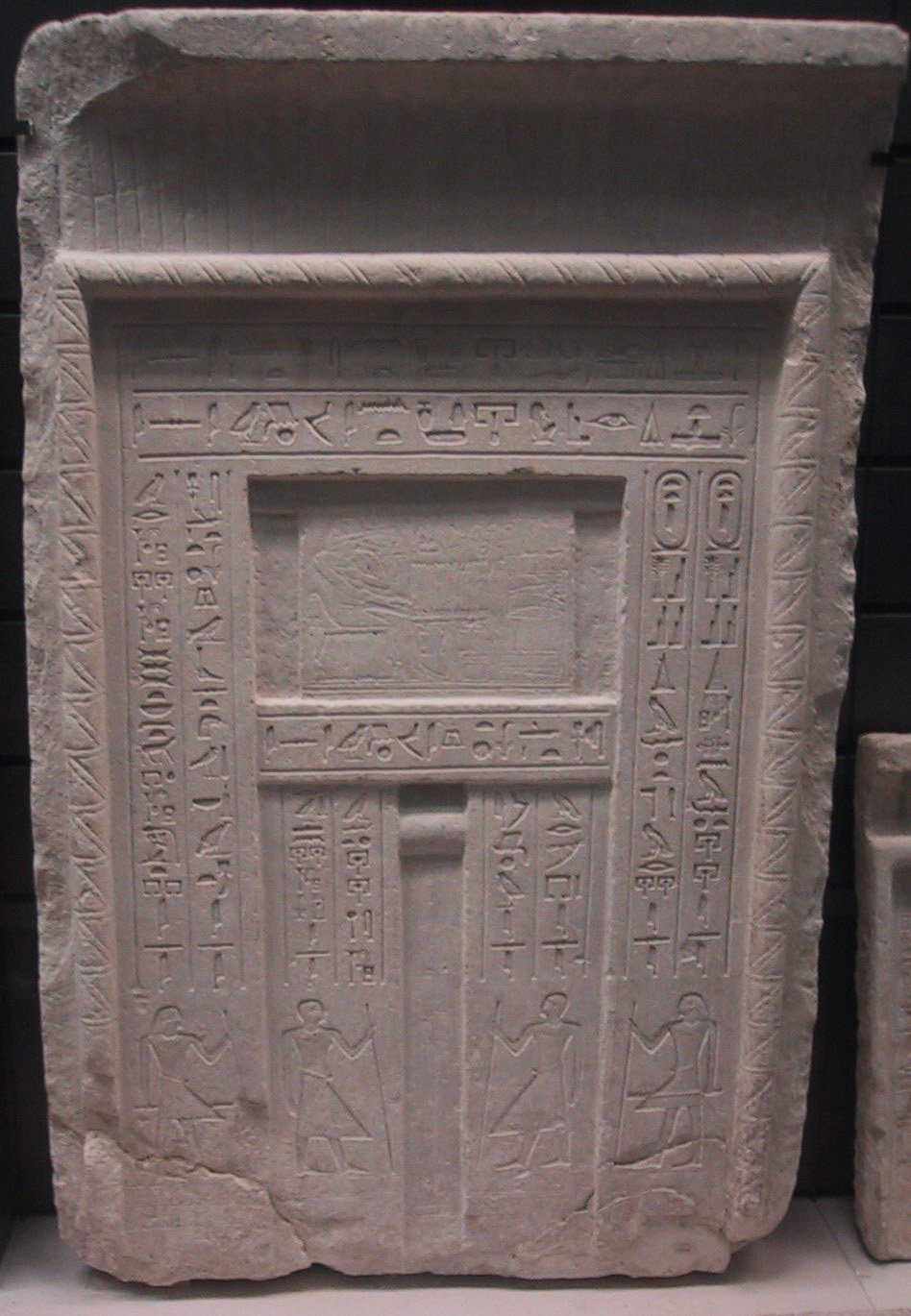
Une fausse porte typique des tombes égyptiennes antiques.

Une fausse porte est une représentation artistique d'une porte, mais qui ne fonctionne pas comme une vraie. Elles peuvent être gravées dans un mur ou peintes sur ce dernier.
Elles constituent un élément architectural commun dans les tombes de l'Égypte antique et la culture prénuragique de Sardaigne. Plus tard, elles sont également présentes dans les tombes étrusques et, à l'époque de la Rome antique, utilisées à l'intérieur des maisons et des tombeaux.